# British Indian Army
L'Esercito Anglo-Indiano (British Indian Army), ufficialmente chiamato anche Indian Army (IA), fu l'armata, costituita da reparti bianchi del British Army e unità native indiane reclutate nel subcontinente, stanziata nell'India al tempo del Raj Britannico (1858–1947). L'Esercito Anglo-Indiano servì sia come forza di sicurezza nell'India, sia, soprattutto durante la seconda guerra mondiale, in altri teatri bellici.
Nella fase iniziale del dominio britannico, il termine "Esercito indiano" veniva usato per descrivere l'insieme dei tre eserciti delle Presidenze, la Bengal Army, la Bombay Army e la Madras Army, in India, in specie dopo la rivolta dei Sepoy. Di fatto, il primo esercito ufficialmente organizzato come "Esercito Indiano" fu creato dal governatorato indiano nel 1895, e nel 1903 assorbì gli eserciti delle tre presidenze britanniche, Bengala, Madras, e Bombay.
Tra il 1903 e il 1947 l'Esercito Anglo-Indiano consisteva di due sezioni differenti: l'armata indiana e l'armata britannica in India. Il primo consisteva in reggimenti indiani indigeni, il secondo era composto da truppe britanniche dislocate in India.

## Organizzazione

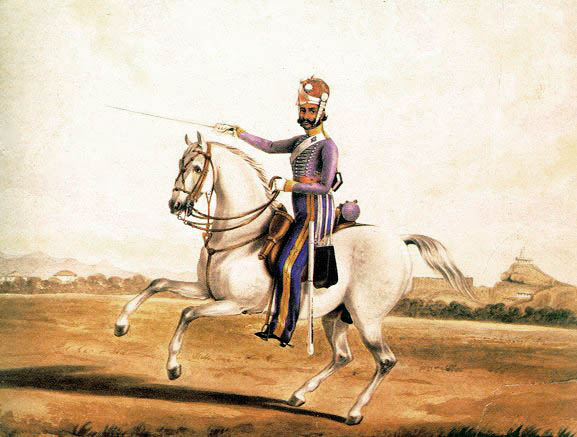
Illustrazione di un Sowar (soldato di cavalleria) (Sepoy), del 6º Cavalleggeri Madras. Circa 1845.

L'Esercito dell'India Britannica venne formato dopo la rivolta dei Sepoy del 1857 (che in Gran Bretagna è spesso definita Indian Mutiny, l'ammutinamento indiano, e che in India viene invece considerata da molti storici la Prima Guerra d'Indipendenza). Dopo di allora, la Corona britannica assunse il controllo diretto delle colonie indiane, fino a quel momento amministrate dalla Compagnia britannica delle Indie orientali. In precedenza, la Compagnia aveva truppe proprie, che affiancavano le unità britanniche regolari. La Bengal Army era la più grande e potente di queste unità e veniva reclutate tra i musulmani della presidenza del Bengala (che comprendeva Bengala, Bihar e Uttar Pradesh), e tra gli Indù delle caste superiori delle pianure rurali dell'Oudh. Furono proprio queste truppe a partecipare e a dirigere la rivolta dei Sepoy del 1857, evidentemente scatenata dal trattamento brutale e insensibile degli ufficiali britannici della truppa nativa, e dal malcontento creato dalla progressiva annessione alla Compagnia dei principali regni indipendenti, come dimostra la violenta detornizzazione del Gran Mogol Bahadur Shah II a Delhi.
In conseguenza, i reclutamenti successivi furono condotti dai britannici soprattutto tra quelle che definirono "razze marziali", soprattutto Sikh, Gurkha, Pashtun, Garhwalis, Mohyal, e Dogra, che erano le nazionalità che erano rimaste fedeli alla Compagnia delle Indie durante la rivolta dei Sepoy. Anche Jat e Baloch, tuttavia, fornirono molti soldati.

"Esercito Indiano" fu la definizione che storicamente ha finito col definire le forze armate di stanza in India nel periodo coloniale, tuttavia esso copre diversi significati, qui riassunti cronologicamente:
| 1858–1894   | Esercito Indiano era un termine che designava collettivamente le armate delle tre Presidenze di Bengala, Madras, e Bombay. |
| 1895–1902   | Esercito Indiano indicò "l'esercito del governatorato dell'India" e comprese unità britanniche e indiane (sepoy). |
| 1903 – 1947 | Lord Horatio Kitchener, 1º Conte (Earl) Kitchener di Karthoum venne nominato Luogotenente generale dell'India fra il 1902 e il 1909, introdusse riforme militari su vasta scala, riorganizzando i tre eserciti delle Presidenze in un'unica armata, raggruppata in formazioni di più alto livello (otto divisioni, con brigate miste indo-britanniche). In seguito alle riforme di Kitchener: - Esercito Indiano indicò "le forze armate reclutate localmente e permanentemente stanziate in India insieme coi loro ufficiali dislocati dalla madrepatria" - L'Esercito britannico in India consisteva di unità dell'Esercito britannico stanziate temporaneamente in India, che potevano essere dislocate in altre regioni dell'Impero o richiamate in patria. - l'Esercito Indiano comprese quindi sia l'Esercito Indiano che l'Esercito britannico in India. |

### Comando
L'ufficiale comandante l'Esercito Indiano era il Luogotenente generale dell'India, alle dipendenze del Governatore generale (civile). Il suo Comando era conosciuto come Comando Indiano, e il suo staff era di stanza all'Alto Quartier generale d'India. Le postazioni tenute dall'esercito indiano erano meno prestigiose di quelle dell'Esercito britannico, ma la paga era significativamente più alta, sicché gli ufficiali potevano vivere del loro lavoro anziché cercare altre fonti di guadagno. Inoltre, gli ufficiali britannici erano tenuti ad imparare le lingue parlate dai loro uomini, che si tendeva a recludere nelle aree linguistiche maggioritarie dell'Hindi. Tra i più rilevanti ufficiali di quell'esercito vi erano:
- Claude Auchinleck
- William Birdwood, 1º Barone Birdwood
- Frederick Roberts, 1º Conte Roberts
- William Slim, 1º Visconte Slim

Dopo la prima guerra mondiale, i britannici cominciarono un processo di 'induizzazione', promuovendo indiani a gradi più alti della carriera di ufficiale. Cadetti indigeni vennero inviati a studiare all'Reale accademia militare di Sandhurst, usciti dalla quale riprendevano il servizio come KCIO (King's Commissioned Indian Officer, cioè ufficiali reali in servizio permanente effettivo), ed erano del tutto equivalenti agli ufficiali britannici, a differenza dei sottufficiali indiani. Alcuni di essi furono distaccati per parte delle loro carriere in altre unità dell'esercito britannico

### Gerarchia
La gerarchia dell'Esercito Indiano è comparata qui sotto con quella dell'attuale esercito britannico: 
- Ufficiali del Viceré

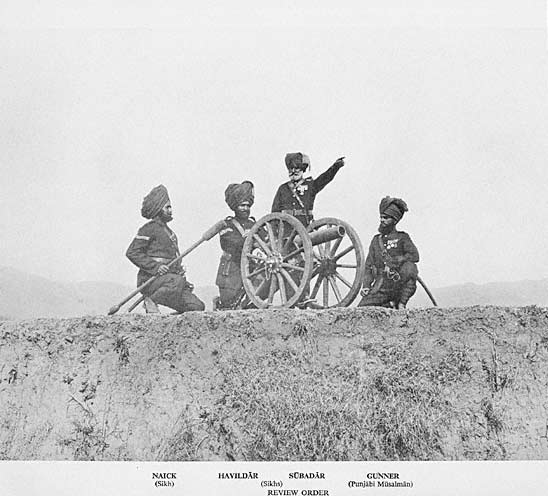
Una fotografia, 1895 ca., raffigurante un pezzo da montagna della Batteria di Hazara.

Gli ufficiali del Viceré erano Indiani con i gradi di ufficiale. Erano trattati paritariamente ai britannici, ma avevano autorità sulle sole truppe indigene, essendo subordinati a tutti gli altri ufficiali britannici, compresi i KCIO.
- - Subedar Major o Risaldar-Major (Cavalleria), (Maggiore)
  - Subedar o Risaldar (Cavalleria), (Capitano - esercito e aviazione)
  - Jemadar (Tenente)
- Sottufficiali
  - Company Havildar Major, (Sergente Maggiore)
  - Company Quartermaster Havildar, (Maresciallo)
  - Havildar o Daffadar (Cavalleria), (Sergente)
  - Naik o Daffadar Lanciere (Cavalleria), (Caporale)
  - Naik Lanciere (Soldato scelto)
- Soldati
  - Sepoy o Sowar (Cavalleria) (soldato semplice)

## Funzioni
La funzione principale dell'Esercito Indiano era di difesa della frontiera della Provincia della Frontiera del Nord Ovest da un attacco russo via Afghanistan. Svolgeva anche compiti di sicurezza interna, ed era incaricato di campagne e spedizioni militari nell'area dell'Oceano Indiano, incluso il Sud Africa. Aveva inoltre il compito di controllare e pacificare la Birmania, Ceylon e i protettorati Nepalesi, Sikkim e del Buthan, poteva essere infine impiegato in caso di crisi in estremo oriente ed in particolare in Cina o (ipoteticamente) in Tibet. Contava 150.000 uomini alla vigilia della prima guerra mondiale, nel 1914.
Durante il dominio britannico l'Esercito Indiano rappresentò un potenziamento cruciale per le forze armate britanniche non solo in India, ma anche altrove, e particolarmente durante la Prima e la seconda guerra mondiale. L'arruolamento fu sempre volontario, raggiungendo 1 300 000 coscritti nella prima guerra mondiale (la gran parte essendo impiegata sul Fronte Occidentale) e 2 500 000 nella Seconda. Dapprima soldati e sottufficiali erano comandati da ufficiali britannici, ma in seguito molti furono promossi KCIO. L'Esercito Indiano stabilì nel 1907 il suo Comando a Quetta, oggi Pakistan, insieme alla Scuola Ufficiali, per assicurarsi ufficiali di collegamento a conoscenza delle condizioni e situazioni locali. Ancora oggi, la Scuola Ufficiali di Qetta forma i quadri dell'esercito pakistano. Invece, mentre fino al 1932 la gran parte degli ufficiali dell'Esercito Britannico in India fossero addestrati a Sandhurst, a partire da quella data la loro formazione venne assicurata dall'Accademia Militare Indiana di Dehradun, fondata nello stesso anno.

## Storia operativa

### Guerre Birmane
- Prima guerra anglo-birmana - 1823-1826
- Seconda guerra anglo-birmana - 1852-1853
- Terza guerra anglo-birmana - 1885-1886

### Guerre Sikh
- Prima guerra anglo-sikh - 1845-1846
- Seconda guerra anglo-sikh - 1848-1849

### Guerre Afghane
L'esercito dell'India Britannica prese parte a tre guerre afgane, appoggiato dai Sikh del Punjab.
- Prima guerra anglo-afghana - 1839-1842
- Seconda guerra anglo-afghana - 1878-1881
- Terza guerra anglo-afghana - 1919

### Guerre dell'Oppio
- Prima guerra dell'oppio   - 1839-1843
- Seconda guerra dell'oppio - 1856-1860

### Cina
- Rivolta dei Boxer - 1899-1901

### Sicurezza Interna
L'Esercito dell'India Britannica forniva appoggio armato alle autorità civili, sia per reprimere il banditismo che per fronteggiare rivolte o ribellioni (sebbene questa fosse una funzione controversa, non amata dagli ufficiali).

### Frontiera del Nord Ovest
La forma più importante di campagne "convenzionali" fu quella mirata ad impedire un'invasione dell'India attraverso l'Afghanistan, presidiando i punti nevralgici della regione. Si rese spesso necessario, tuttavia, imporre la pace tra le bellicose popolazioni indigene e reprimere il diffuso banditismo, il che comportò numerose azioni militari su piccola scala.

### Prima guerra mondiale

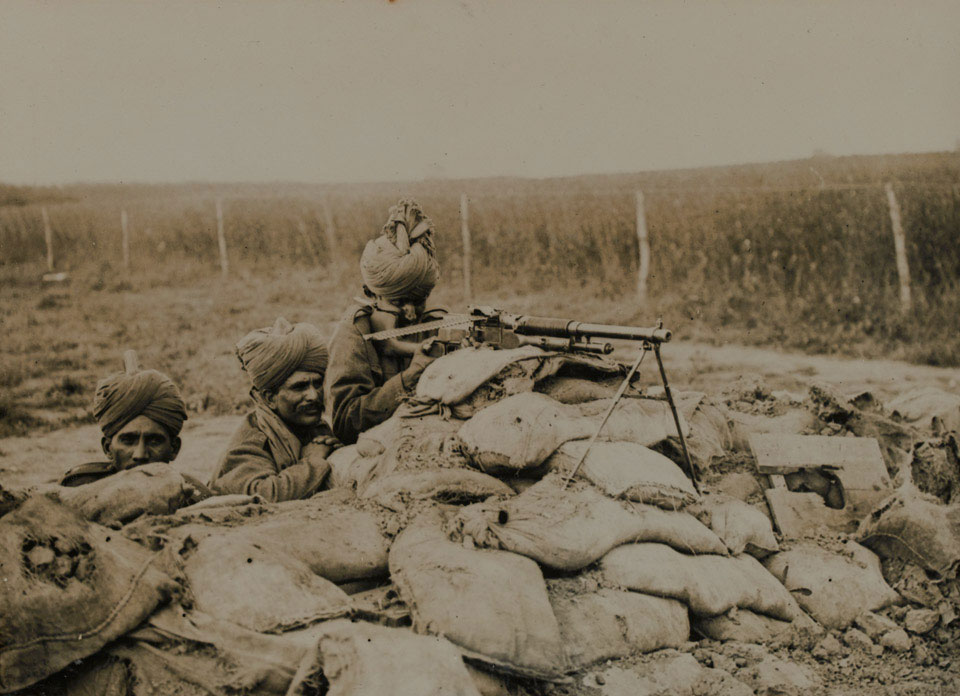
Una sezione di mitraglieri del 2º Rajput (Fanteria leggera), con Hotchkiss M1909, in azione nelle Fiandre, durante l'inverno 1914-1915.

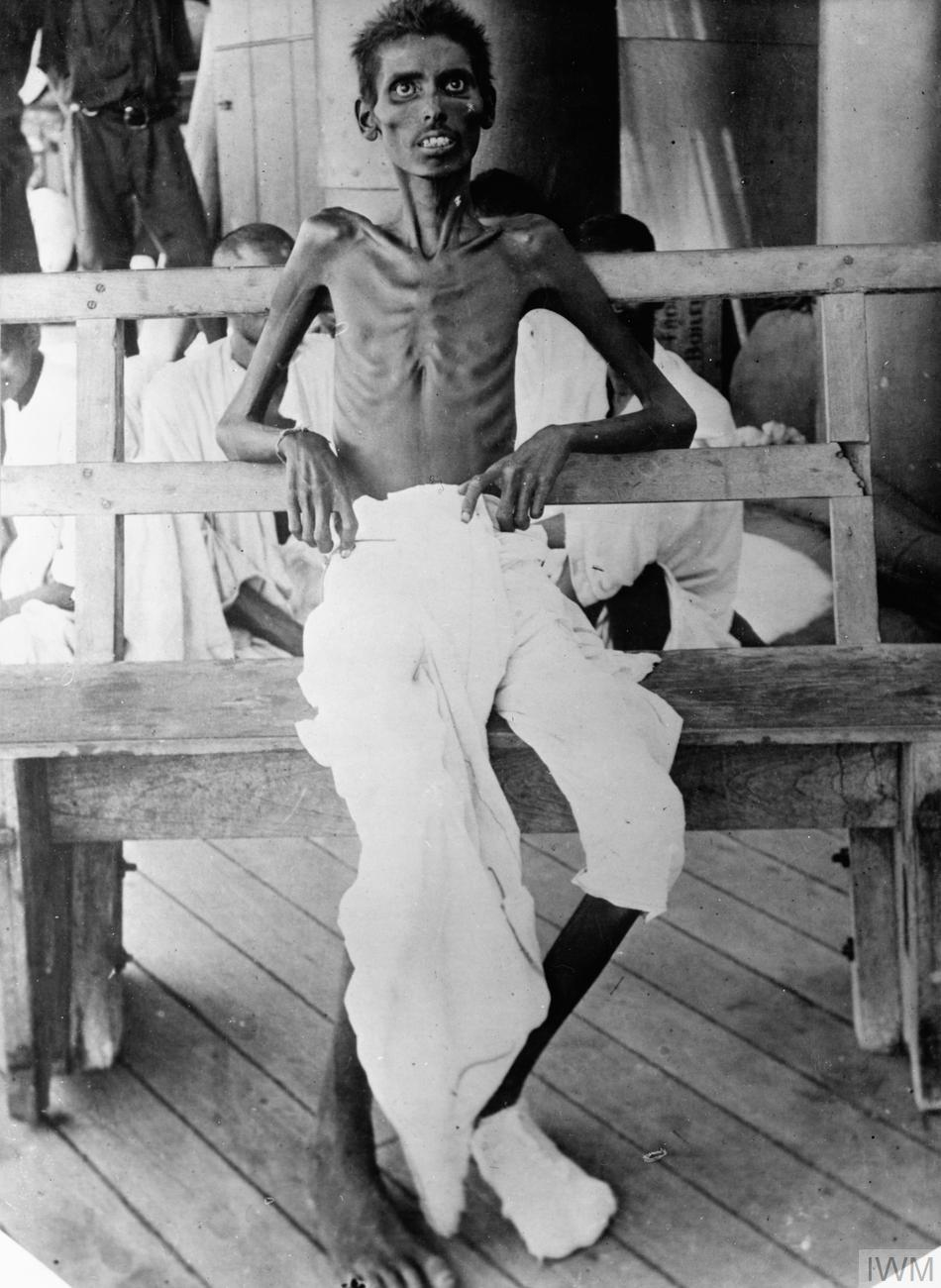
Foto di un soldato dell'Esercito Indiano denutrito, sopravvissuto all'assedio di Kut, scattata dopo il suo rilascio dalla prigionia turca.

Prima dello scoppio della Grande Guerra, l'Esercito dell'India britannica contava 155 000 soldati; al novembre del 1918 il numero degli effettivi era salito a 57 000.
Dopo le riforme di Kitchener, attuate tra il 1902 e il 1909, l'Esercito Indiano venne sempre dislocato a fianco dell'Esercito britannico, ancorché peggio equipaggiato. Una divisione consisteva di tre brigate, divise ciascuna in quattro battaglioni, tre britannici e uno indiano. I battaglioni indiani erano oggetto di segregazione razziale, e spesso divisi in compagnie diverse per casta, tribù o religione. Avevano pochissima artiglieria (12 batterie di montagna per tutto il loro esercito), per cui alle divisioni venivano aggregate batterie dell'Artiglieria Reale. Non c'erano neppure corpi del Genio equivalenti ai Genieri Reali, sebbene vi fossero battaglioni definiti Assaltatori o Guastatori, talché all'interno di certe divisioni era possibile annoverare un intero battaglione in più di fanteria con addestramento specializzato.
Prima della guerra, il Governatorato indiano aveva stabilito che la colonia poteva permettersi di fornire due divisioni di fanteria e una brigata di cavalleria nel caso di una guerra europea. Una mobilitazione maggiore avrebbe messo a rischio la sicurezza nazionale della colonia. Dette unità formarono i Corpi di spedizione Indiani che furono schierati sul fronte occidentale nel 1914, dove furono ben accolti dalle popolazioni che venivano a difendere. Le alte perdite iniziali tra gli ufficiali ebbero un effetto negativo sui risultati successivi delle unità, non potendosi rimpiazzare dall'oggi al domani graduati capaci di comprendere lingue, costumi e psicologia dei propri sottoposti, dal canto loro costretti ad agire in un ambiente alieno e sconosciuto. Tuttavia, i temuti disordini nel subcontinente indiano non ebbero mai luogo, e così, mentre i Corpi Indiani originari furono trasferiti in Medio Oriente nel 1915, la colonia fornì molte altre divisioni che vennero impiegate in servizio attivo per tutto il corso della guerra.
Nella prima guerra mondiale l'Esercito Indiano svolse un intenso servizio effettivo, che incluse tra l'altro:
- Fronte occidentale
- Battaglia di Gallipoli
- Campagna del Sinai e della Palestina
- Campagna di Mesopotamia, Assedio di Kut
- Africa Orientale, compresa la Battaglia di Tanga

Circa 43 000 soldati indiani caddero, mentre 65 000 rimasero feriti.  Nella guerra vennero inoltre schierate anche le cosiddette truppe al servizio dell'Impero (Imperial Service Troops), fornite da diversi Principati indiani autonomi. Furono in tutto circa 21 000 uomini, perlopiù provenienti dai Sikh del Punjab e dai Rajput del Rajputana (come il Corpo dei Cammellieri di Bikaner o i lancieri di Jodhpur. Queste unità giocarono un ruolo di primo piano nella Campagna del Sinai e della Palestina.

### Seconda guerra mondiale

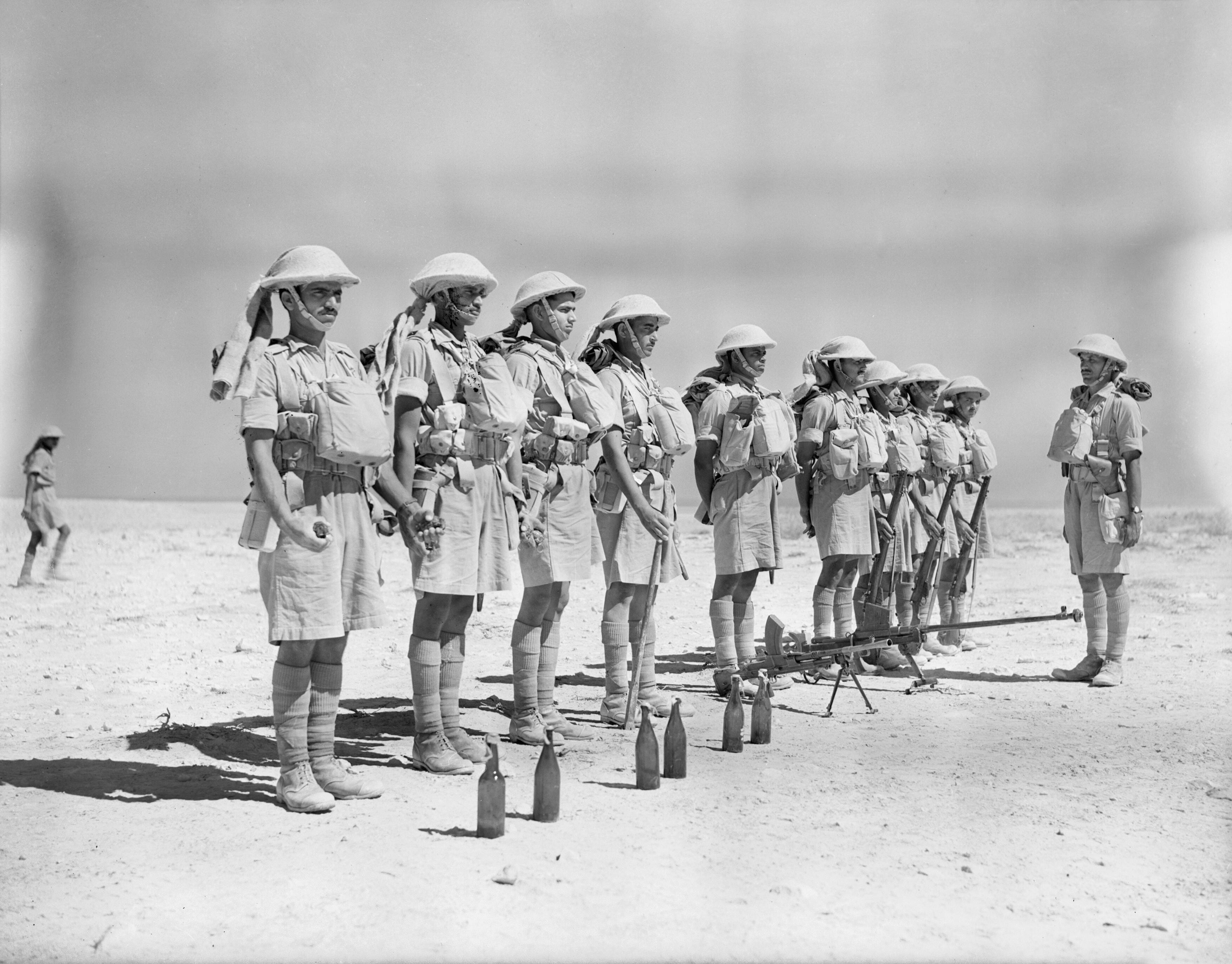
Truppe indiane in Nord Africa nel 1940.

Allo scoppio della seconda guerra mondiale, l'Esercito Indiano contava 205 000 uomini. Nel corso del conflitto sarebbe diventato il più grande esercito di volontari della storia, lievitando fino a 2 500 000 effettivi, comprendenti artiglieria, reparti corazzati e le truppe aviotrasportate della 44th Indian Airborne Division. In termini di amministrazione, armamento e addestramento, gli veniva concessa ampia autonomia. Per esempio, già prima della guerra adottò la mitragliatrice leggera Vickers-Berthier (VB) invece della Bren in uso nell'esercito britannico, e continuò a produrre e utilizzare il vecchio Lee-Enfield 1 Mk III per tutto il conflitto, mentre i britannici adottarono il più moderno modello 4 Mk I.
Il contributo dei soldati indiani fu di particolare rilievo nei seguenti teatri di guerra:
- Mediterraneano, Medio oriente e teatri africani della seconda guerra mondiale
  - Campagna dell'Africa Orientale
  - Campagna del Nord Africa
    - Operazione Compass
    - Operazione Battleaxe
    - Operazione Crusader
    - Prima battaglia di El Alamein
    - Seconda battaglia di El Alamein

  - Guerra anglo-irachena del 1941
  - Campagna di Siria e Libano
  - Invasione anglo-sovietica dell'Iran
  - Campagna d'Italia
    - Battaglia di Monte Cassino
- Battaglia di Hong Kong
- Campagna della Malesia
- Battaglia di Singapore
- Campagna della Birmania
  - Battaglia di Kohima
  - Battaglia di Imphal
  - Battaglia di Meiktila e Mandalay

Furono circa 87 000 le vittime tra i soldati indiani durante la guerra. 30 di essi furono decorati con la Victoria Cross. D'altra parte, tedeschi e giapponesi ebbero un certo successo nel reclutare combattenti tra i prigionieri di guerra indiani. Costoro vennero inquadrati nella cosiddetta Legione Tigre e nell'Esercito nazionale indiano (in inglese INA, Indian National Army). Il leader nazionalista indiano Subhas Chandra Bose si pose al comando dell'INA, forte di 40 000 uomini. Su circa 40 000 indiani fatti prigionieri nelle battaglie di Malesia e Singapore, 30 000 si unirono all'INA, combattendo contro gli alleati nella Campagna Birmana. Altri vennero utilizzati come guardiani nei campi giapponesi per prigionieri di guerra. Il loro reclutamento fu organizzato dal maggiore Fujiwara Iwaichi, che ricorda nelle sue memorie il capitano Mohan Singh Deb, arresosi dopo la caduta di Jitra, quale fondatore dell'INA. Tuttavia, la maggioranza del personale militare indiano si oppose al reclutamento, restando prigioniero di guerra. Un numero imprecisato di essi, perlopiù catturato nelle battaglie di Malesia e Singapore, venne trasferito nelle aree occupate dai giapponesi in Nuova Guinea e costretto a lavori forzati. Molti di essi subirono violenze e brutalità simili a quelle sperimentate da altri prigionieri del Giappone durante la seconda guerra mondiale. Circa 6.000 sopravvissero, e vennero liberati dalle forze australiane o americane tra il 1943 e il 1945.

### Dopoguerra
In seguito alla guerra, le formazioni ed unità britanniche che avevano fatto parte dell'Esercito dell'India britannica furono divise tra India e Pakistan, mentre le unità regolari britanniche fecero ritorno nel Regno Unito o vennero dislocate al di fuori dei due stati. Formazioni, unità, equipaggiamento e personale indigeno che avevano fatto parte dell'esercito furono assegnate per 2/3 all'India, mentre il restante terzo divenne pakistano A causa della scarsità di esperti ufficiali, diverse centinaia di graduati britannici prestarono servizio in Pakistan fino ai primi anni cinquanta. L'equipaggiamento di gran parte delle unità britanniche restò invece all'Esercito dell'India, dato che in Pakistan prima della Partizione era di stanza una sola divisione di fanteria. Il resto del personale musulmano del vecchio esercito si unì al neoformato Esercito pakistano.
Quindi i nuovi eserciti vennero formati con unità del precedente esercito dell'India britannica, e conservarono in varia e diversa misura le tradizioni militari britanniche. Quattro reggimenti Gurkha vennero trasferiti all'Esercito britannico, dove formarono la Brigata Gurkha, dislocata in Malesia. Subito dopo la Partizione dell'India, i due nuovi eserciti si scontrarono nella Prima guerra del Kashmir dal 1947 al 1948, dove nacque l'acerrima rivalità che è continuata fino al XXI secolo.